# Tryphon exobscurus
Tryphon exobscurus är en stekelart som beskrevs av Walkley 1958. Tryphon exobscurus ingår i släktet Tryphon och familjen brokparasitsteklar. Inga underarter finns listade i Catalogue of Life.